# Bracon mesasiaticus
Bracon mesasiaticus är en stekelart som beskrevs av Vladimir Ivanovich Tobias 1957. Bracon mesasiaticus ingår i släktet Bracon och familjen bracksteklar. Inga underarter finns listade.